# Джон Хей
 Тази статия е за американския политик.  За дипломата вижте Джон Хей Уитни.  
Джон Милтън Хей (на английски: John Milton Hay) е американски политик от Републиканската партия, журналист и писател.

## Биография
Той е роден на 8 октомври 1838 година в Сейлъм, Индиана, в семейството на лекар. През 1858 година завършва Университета „Браун“, след което става близък сътрудник на Ейбрахам Линкълн. След 1865 година заема дипломатически постове и работи като журналист, става съавтор на многотомна биография на Линкълн, през 1879 – 1881 година е помощник държавен секретар, а през 1897 – 1898 година е посланик във Великобритания. От 1898 до 1905 година е държавен секретар, като става основоположник на Политиката на отворени врати спрямо Китай и изиграва важна роля при изграждането на Панамския канал.
Джон Хей умира на 1 юли 1905 година в Нюбъри.